# Thea Lambrechts Vaulen
Thea Lambrechts Vaulen, född 1994, är en norsk skådespelare.

## Biografi
Thea Lambrechts Vaulen är utbildad vid Kunsthøgskolen i Oslo mellan 2016 och 2019. Hon inledde sin karriär som skådespelare vid Teatret Vårt i Molde. I filmen Munch spelade hon Milly Thaulow, en av huvudrollerna. I Halfdan Ullman Tøndels film Armand spelar hon en av de större rollerna som Sunna.

## Filmografi (i urval)
- 2023 – Munch
- 2024 – Armand